# Alchemilla bequaertii
Alchemilla bequaertii é uma espécie de rosácea do gênero Alchemilla, pertencente à família Rosaceae.